# Gerz Feigenberg
Gerz Feigenberg (født 28. maj 1956 i København, død 2. maj 2011) var en dansk skuespiller, sceneinstruktør og forfatter.

## Biografi
Han var født ind i teaterverdenen som søn af tidligere teaterchef Meïr Feigenberg og skuespilleren Pia Ahnfelt-Rønne, og han var bror til Emmet Feigenberg.
Feigenberg var uddannet skuespiller fra Skuespillerskolen ved Aarhus Teater i 1981 og kom siden til også at instruere flere sceneopsætninger, bl.a. på Bådteatret.
Han døde efter en længere periode med sygdom. 

## Filmografi
- Een stor familie (tv-serie, 1982-1983)
- Tøsepiger (1996)

## Andet
- SKÆLV (DR børne-tv)
- Drej en leg (DR børne-tv)